# Red Before Black
Red Before Black ist das vierzehnte Studioalbum der US-amerikanischen Death-Metal-Band Cannibal Corpse.

## Entstehungsgeschichte
Das vierzehnte Werk der Band wurde in den Mana Recording Studios in Saint Petersburg von Erik Rutan  aufgenommen und enthält 12 Lieder.

## Titelliste
1. Only One Will Die – 3:24
2. Red Before Black – 3:12
3. Code of the Slashers – 4:46
4. Shedding My Human Skin – 3:29
5. Remaimed – 4:14
6. Firestorm Vengeance – 3:43
7. Heads Shoveled Off – 3:37
8. Corpus Delicti – 3:29
9. Scavenger Consuming Death – 4:33
10. In The Midst of Ruin – 3:26
11. Destroyed Without A Trace – 4:01
12. Hideous Ichor – 4:34

## Rezension
| Professionelle Bewertungen | Professionelle Bewertungen |
| -------------------------- | -------------------------- |
| Kritiken                   |                            |
| Quelle                     | Bewertung                  |
| laut.de                    | [ 3 ]                      |
| Stormbringer.at            | [ 4 ]                      |

Manuel Berger von laut.de bewertete das Album mit vier von fünf möglichen Punkten. Obwohl „nicht alle Songs das gleiche überhohe Level halten“ können, „gehört Das Gros der zwölf neuen Tracks allerdings zum besten Material, das die Todmaschine in jüngerer Geschichte fabriziert hat – wenn nicht gar karriereübergreifend“ so der Kritiker weiter.
David Drenic von Metal.de bewertete das Album folgendermaßen:

„Generell ist das Album großartig. CANNIBAL CORPSE haben den Vorgänger “A Skeletal Domain” mit ihrem neuen Werk um Längen übertroffen und können sich sicher sein, dass dieses Album als eines der besten in ihre Bandgeschichte eingeht.“